# Unzela pronoe
Unzela pronoe là một loài bướm đêm thuộc họ Sphingidae. Nó được tìm thấy từ Belize, Guatemala và Honduras tới Venezuela và về phía nam đến Bolivia.
Sải cánh dài 44 mm.
Ấu trùng có thể ăn Vitus tiliifolia và các loài khác trong họ Vitaceae và Dilleniaceae, như Vitis, Cissus rhombifolia và Ampelopsis, Tetracera volubilis, Curatella americana, Tetracera hydrophila và Doliocarpus multiflorus. Ludwigia của Onagraceae cũng có thể là cây chủ.

## Phụ loài
- Unzela pronoe pronoe (Belize, Guatemala và Honduras tới Venezuela và phía nam đến Bolivia)
- Unzela pronoe fuscatus Rothschild & Jordan, 1903 (Brazil)